# Jorge Sobral
Jorge Sobral (eigentlich Edelmiro Sobredo; * 25. August 1931 in La Plata; † 10. April 2005 in Buenos Aires) war ein argentinischer Tangosänger und Schauspieler.

## Leben
Sobral absolvierte eine Belcantoausbildung bei Fermín Favero und trat früh unter dessen Leitung mit dem Orquesta Infantil Favero auf. Seine nächsten Stationen waren die Los Ases und das Orchester Forti-Parodi, dem auch die Sänger Luis Tolosa und Juan Carlos Cobos angehörten. 1952 schloss er sich dem Orchester Mario Demarcos an, mit dem beim Label Pathé die ersten seiner mehr als 300 Aufnahmen entstanden. 1953 wechselte er als zweiter Sänger neben Roberto Florio zu Lorenzo Barberos Orchester, im Folgejahr zu Mariono Mores. Von 1955 bis 1959 war er Sänger im Orchester Astor Piazollas, mit dem er die Tangos Azabache, Siempre París, Fuimos, Yo soy el negro und La tarde del adiós aufnahm.
1959 trat er mit der Theaterkompagnie Francisco Petrones in dem Stück La leyenda de Juan Moreira auf. In das gleiche Jahr fällt auch sein Debüt als Filmschauspieler in Román Viñoly Barretos Film El dinero de Dios. Auf eine Tournee durch Chile und Peru folgten Auftritte im Fernsehen mit den Orchestern von Osvaldo Tarantino und Armando Calderaro, als Folksänger mit den Los Platenses und in den Programmen Yo soy porteño und (mit Marilina Ross und Selva Alemán) Buenos Aires 2040.
1973 nahm er neben Musikern wie Roberto Goyeneche, Alba Solís, Horacio Deval, dem Duo Baffa-Berlingieri und Osvaldo Piro am Festival de Tango en el Mar in Porto Alegre in Brasilien teil. Auf Grund des großen Erfolges kehrte er 1975 für eine Woche mit Juan Carlos Copes, María Graña und dem Sexteto Mayor nach Brasilien zurück und tourte 1976 mit seiner Show Una noche en Buenos Aires (mit dem Sexteto Mayor, dem Orchester Piros, Roberto Achával, den Las voces Blancas, Víctor und Mónica Ayos) durch das Land.
In seiner Laufbahn gewann Sobral zahlreiche Preise. Er war 1965 Gewinner beim Festival de la Canción und 1967 Finalist beim Festival de Benidorm in Valencia. In Caracas wurde er 1968 mit einem Disco de oro ausgezeichnet. 1969 gewann er mit dem Tango Hasta el último tren von Julio Ahumada und Julio Camilloni den Ersten Preis beim Primer Festival Buenos Aires de la Canción y la Danza. In Mar del Plata erhielt er den Premio Florencio Sánchez als bester Leiter einer Musikshow in der Saison 1973–1974. Als Sänger wurde er 1991 mit dem Preis Quinquela Martín de Oro und 1992 in Madrid mit dem Premio Goya ausgezeichnet.
Auf einer CD sang er 1993 in Andrés Pedro Rissos Oper Evita neben der Hauptdarstellerin Christina Becker die Rolle des Juan Perón. In Rissos Opern Amalia, Lola Mora und Alfonsina trat er jeweils mit der Sopranistin Marcela Ríos auf. 2000 nahm er am Festival de Tango of Alcantarillas in Murcia teil und nahm in Madrid zwei CDs mit Dioni Velázquez auf. Nach seiner Rückkehr nach Argentinien trat er noch bis 2005 u. a. in Buenos Aires im El Viejo Almacén, im Café Mahler und im Caño 14 und in Mar del Plata im Café Orión auf.

## Aufnahmen
mit Mario Demarco
- Mañana zarpa un barco
- Pan (von Eduardo Pereyra und Celedonio Flores)
- Astilla (von Mario Demarco und Jacinto Alí)
- Cuando yo me vaya (von Jaime Vila und Antonio Cantó)

mit Astor Piazolla
- Azabache
- Siempre París
- Fuimos
- Yo soy el negro
- La tarde del adiós

## Filmografie
- 1959: El dinero de Dios (Regie: Román Viñoly Barreto)
- 1961: Don Frutos Gómez (Regie: Rubén W. Cavalloti)
- 1964: Buenas noches, Buenos Aires (Regie: Hugo del Carril)
- 1966: Das Hotel für Fremdenverkehr (Hotel alojamiento, Regie: Fernando Ayala)
- 1966: Dos quijotes sobre ruedas (Regie: Emilio Vieyra)
- 1966: Las locas del conventillo (Regie: Fernando Ayala)
- 1966: Ritmo, amor y juventud (Regie: Enrique de Rosas)
- 1966: Los vecinos (Fernsehfilm, Regie: David Stivel)
- 1968: Ché OVNI (Regie: Aníbal Uset)
- 1973: El patio de la Morocha (Fernsehfilm, Regie: Marcelo Domínguez)
- 1981: Tiempos de serenata (Fernsehfilm, Regie: Víctor Stella)
- 1982: Un tal Servando Gómez (Fernsehfilm, Regie: Edgardo Borda)